# Estación de Pancorbo
Pancorbo es una estación ferroviaria situada en el municipio de Pancorbo, en la provincia de Burgos, comunidad autónoma de Castilla y León. Cuenta con servicios de Media Distancia operados por Renfe. Cumple también funciones logísticas.

## Situación ferroviaria
La estación se encuentra en el punto kilométrico 439,575 de la línea férrea de ancho ibérico que une Madrid con Hendaya a 633,51 metros de altitud, entre las estaciones de Briviesca y Miranda de Ebro. En dirección a Burgos la estación se encuentra a la entrada del desfiladero de Pancorbo. El tramo es de vía doble y está electrificado.

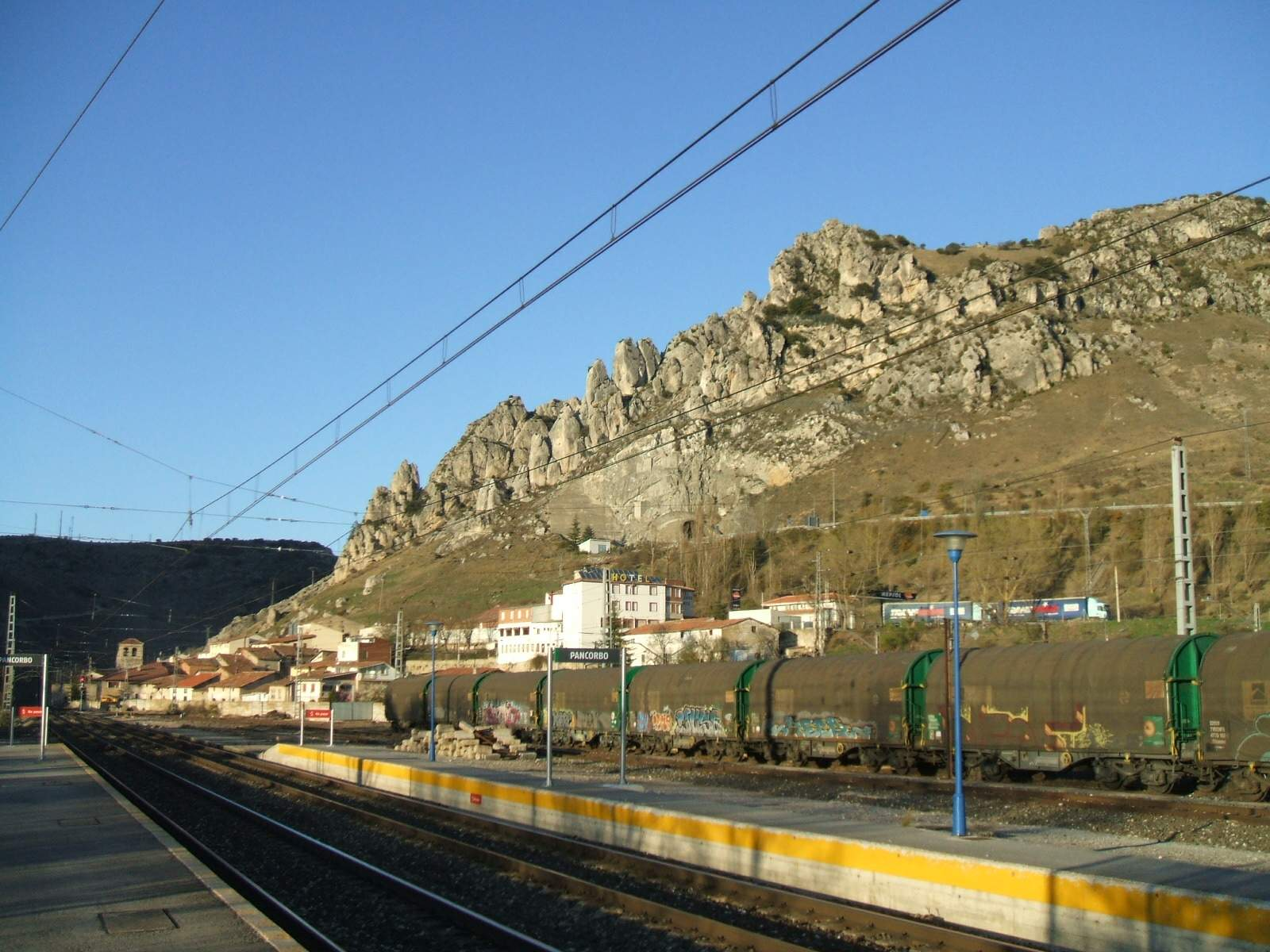
Aspecto de los andenes

## Historia
La estación fue inaugurada el 26 de julio de 1862 con la puesta en marcha del tramo Quintanapalla – Miranda de Ebro de la línea radial Madrid-Hendaya. Su explotación inicial quedó a cargo de la Compañía de los Caminos de Hierro del Norte de España quien mantuvo su titularidad hasta que en 1941 fue nacionalizada e integrada en la recién creada RENFE.
Desde el 31 de diciembre de 2004 Renfe Operadora explota la línea mientras que Adif es la titular de las instalaciones ferroviarias.

## La estación
El edificio de viajeros de diseño clásico tiene dos pisos y es de planta rectangular. Posee cuatro accesos decorado con sencillos arcos. Tras su última renovación ha sido pintado de rojo y blanco. Cuenta con dos andenes y tres vías numeradas como vías 1, 2 y 4 que se completan con más vías con funciones logísticas, casi todas en toperas y que se numeran como vías 6, 8, 10, 12 y 14. El cambio de andén se realiza a nivel.

## Servicios ferroviarios
Renfe presta servicios de Media Distancia en la estación, comercializados como MD y Regional Exprés, que realizan los trayectos:
| Línea MD | Servicio        | Origen/Destino      | Paradas intermedias | Destino/Origen      |
| -------- | --------------- | ------------------- | --- | ------------------- |
| 21       | MD              | Vitoria             | Miranda de Ebro · Pancorbo · Briviesca · Burgos-Rosa Manzano · Villaquirán · Quintana del Puente · Magaz · Palencia · Venta de Baños · Valladolid-Campo Grande · Medina del Campo · Arévalo · Ávila · El Escorial · Villalba | Madrid-Príncipe Pío |
| 26       | Regional Exprés | Burgos-Rosa Manzano | Briviesca · Pancorbo · Miranda de Ebro · Vitoria · Alegría de Álava · Salvatierra de Álava · Araya · Alsasua-Pueblo · Echarri-Aranaz · Huarte-Araquil                                                                        | Pamplona            |
| 26       | Regional Exprés | Miranda de Ebro     | Pancorbo · Briviesca | Burgos-Rosa Manzano |